# 粛北モンゴル族自治県
粛北蒙古族自治県（しゅくほく-モンゴルぞく-じちけん）は中華人民共和国甘粛省酒泉市に位置する自治県。県人民政府の所在地は党城湾鎮。

## 歴史
- 1950年7月29日、粛北自治区が成立
- 1954年、粛北蒙古族自治区と改編
- 1955年、自治県と改編

## 行政区画
2鎮、2郷を管轄：
- 鎮：党城湾鎮、馬鬃山鎮
- 郷：塩池湾郷、石包城郷